# Centre d'Art i Natura Fundació Beulas
El Centre d'Art i Natura Fundació Beulas (CDAN) és un espai museístic situat a Osca dedicat a l'art contemporani. Està dedicat a les relacions entre art contemporani, naturalesa i paisatge, a més de la difusió i estudi de la col·lecció d'obres d'art cedides, previ pagament, pel pintor Josep Beulas.
Va ser dissenyat per Rafael Moneo i inaugurat el 27 de gener de 2006. Els seus patrons són el Govern d'Aragó, la Diputació d'Osca i l'Ajuntament d'Osca. Des de la seva inauguració, han dirigit aquest centre d'art Teresa Luesma (2006-2012), Antonio González Tolón (2012-2016) i Juan Guardiola (actualment en el càrrec).

## Exposicions
L'exposició inaugural (primer semestre de 2006) va mostrar la col·lecció de Josep Beulas i María Sarrate. L'any 2007 es va celebrar una mostra dedicada a l'artista alemanya Christianne Löhr, el treball de la qual es basa en llavors, branques i fruits recollits al camp.
A l'estiu de 2008 va tenir lloc una mostra titulada La construcció del paisatge contemporani, que abordava el descobriment del paisatge des de diferents disciplines artístiques i paisatgistes dins d'un context postmodern, en la línia de l'objectiu bàsic del CDAN. A la tardor de 2008 es va inaugurar l'exposició que, amb el títol d'Els temps d'un lloc, mostrava les relacions entre la creació audiovisual contemporània, la naturalesa i el paisatge.
A la tardor de 2009 es va realitzar una exposició retrospectiva de Josep Beulas sota el títol Obrir horitzons.

## Col·leccions
El CDAN compta amb dues col·leccions:
- La «Col·lecció sobre Art i Naturalesa» es troba disseminada per la província d'Osca. Es tracta d'intervencions artístiques a la natura dutes a terme per artistes reconeguts internacionalment i que treballen en el camp de l'art natura. El juny de 2011, havien participat en aquesta col·lecció Richard Long, Ulrich Rückriem, Siah Armajani, Fernando Casás, David Nash, Alberto Carneiro i Per Kirkeby.

- La «Col·lecció Beulas-Sarrate», que es comprèn un conjunt d'obres d'art donades per Josep Beulas i la seva esposa, María Sarrate. Consta de pintures, escultures i dibuixos d'artistes representatius de l'art del segle XX com Juan Gris, Antonio Saura, Manolo Millars, Pablo Serrano, Brollo o Víctor Mira.[4]

## Formació i recerca
A més de la seva activitat expositiva, el CDAN va desenvolupar un cicle de cursos sota el títol de «Pensar el paisatge», dirigits per Javier Maderuelo, catedràtic d'Arquitectura del Paisatge de la Universitat d'Alcalá.
Tanmateix, el CDAN disposa d'un centre de documentació i biblioteca especialitzats en l'art natura i en els artistes representats en la col·lecció Beulas-Sarrate.